# Anarâškielâ servi

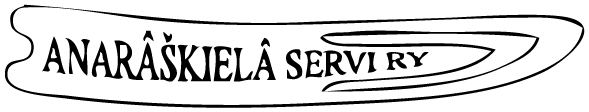
Logotipo de Anarâškielâ servi

Anarâškielâ Servi (Asociación de la Lengua Sami de Inari) es una asociación sami de Inari, Finlandia. Fue fundada en el auditorio del Hotel Ivalo en Ivalo, el 4 de diciembre de 1986 por Veikko Aikio, Mattus Ilmari y Morottaja Matti. Morottaja fue elegido para ser el primer presidente de la asociación.
El objetivo de la asociación es promover el idioma sami de Inari y su uso. En 1997, la asociación estableció un programa de inmersión en el idioma sami de Inari llamado Kielâpiervâl para niños de 3 a 6 años de edad en una guardería en Inari e Ivalo. El programa de inmersión en el idioma ha sido clave en el aumento del número de hablantes de sami de Inari, especialmente entre niños y adultos jóvenes. La asociación también publica una serie de libros, libros de texto, un calendario, películas, música, etc. Además, se editan dos publicaciones en idioma sami de Inari: el boletín de miembros de Anarâš y el periódico en línea Kieras.
La asociación recibió el Premio Gollegiella el 17 de noviembre de 2004.